# 滋賀県立瀬田工業高等学校
滋賀県立瀬田工業高等学校（しがけんりつ せたこうぎょうこうとうがっこう, 英: Shiga Prefectural Seta Technical High School）は、滋賀県大津市に所在する公立の工業高等学校。通称「瀬田工」（せたこう）。

## 概要
1939年（昭和14年）に開校した滋賀県立瀬田工業学校を前身とする。1948年（昭和23年）の 学制改革により滋賀県立瀬田高等学校が発足し、1949年（昭和24年）に滋賀県立湖南高等学校へ改称した。同校はその後、1955年（昭和30年）に現校名（滋賀県立瀬田工業高等学校）へ改称した。当校の定時制課程は1969年（昭和44年）に分離し、滋賀県立大津東工業高等学校（後の滋賀県立瀬田高等学校）として独立したが、2017年（平成29年）に閉校した。

## 沿革
- 1938年（昭和13年）12月 - 滋賀県会において「滋賀県立瀬田工業学校」の設置が認可される。
  - 機械科と電気科を設置。入学資格を尋常小学校卒業程度（12歳以上）、修業年限を5年とする。
- 1939年（昭和14年）
  - 3月31日 - 第二本科（夜間部）の併置が認可される。
  - 4月1日 - 「滋賀県立瀬田工業学校」が瀬田尋常高等小学校（現・大津市立瀬田小学校）を仮校舎に開校。
- 1940年（昭和15年）9月 - 新校舎が完成。
- 1943年（昭和18年）4月 - 中等学校令の施行により、この時の入学生から修業年限が従来の5年から4年に短縮される。
- 1944年（昭和19年）
  - 3月 - 学徒動員が始まる。
  - 3月23日 - 第二本科を廃止し、滋賀県立第二瀬田工業学校（夜間）を併置。
  - 12月 - 教育ニ関スル戦時非常措置方策に基づく修業年限短縮施行の前倒しにより、4年生（昭和16年入学）・5年生（昭和15年入学）合同の卒業式を挙行。
- 1945年（昭和20年）
  - 3月 - 授業を停止。学徒動員は継続。
  - 8月15日 - 終戦。学徒動員が終了する。
- 1946年（昭和21年）4月1日 - 修業年限が5年に戻る。
- 1947年（昭和22年）4月1日 - 学制改革（六・三制の実施、新制中学校の発足）
  - 工業学校の募集を停止（1年生不在）。
  - 新制中学校を併設し（名称:滋賀県立瀬田工業学校併設中学校、以下・併設中学校）、工業学校1・2年修了者を新制中学校2・3年生として収容。
  - 併設中学校はあくまで暫定的に設置されたため、新たに生徒募集は行われず、在校生が2・3年生のみの中学校であった。
  - 工業学校3・4年修了者はそのまま工業学校に在籍し、4・5年生となる（4年修了時点で卒業することもできた）。
- 1948年（昭和23年）
  - 4月1日 - 学制改革（六・三・三制の実施、新制高等学校の発足）により工業学校が廃止され、新制高等学校「滋賀県立瀬田高等学校」が発足。
    - 第二瀬田工業学校を廃止し、第2部（定時制・夜間部）を併設。
    - 工業学校卒業者（5年修了者）を新制高校3年生、工業学校4年修了者を新制高校2年生、併設中学校卒業者（3年修了者）を新制高校1年生として収容。
    - 併設中学校は新制高校に継承され（名称:滋賀県立瀬田高等学校併設中学校）、在校生が1946年（昭和21年）に工業学校へ最後に入学した3年生のみとなる。

  - 5月 - ボート部が創設され、21日に第1回校内ボートレース大会を実施。
- 1949年（昭和24年）
  - 3月31日 - 併設中学校を廃止。
  - 4月1日 - 高校三原則に基づく滋賀県内の公立高等学校再編により、滋賀県立草津高等学校と統合され、総合制の「滋賀県立湖南高等学校」と改称[注 1]。
- 1952年（昭和27年）1月 - 校歌を制定。
- 1953年（昭和28年）4月1日 - 短期産業教育課程（夜間2年制）を設置。
- 1954年（昭和29年）8月 - 原因不明の出火により、食堂を残して校舎が全焼。
- 1955年（昭和30年）
  - 3月31日 - 短期産業教育課程を廃止。
  - 4月1日 - 「滋賀県立瀬田工業高等学校」（現校名）に改称。
- 1956年（昭和31年）6月4日 - 校舎を再建。
- 1958年（昭和33年）4月1日 - 化学工業科を新設。
- 1967年（昭和42年）12月26日 - 昭和43年度以降の定時制課程 化学工業科の募集を停止。
- 1968年（昭和43年）3月28日 - 新体育館が完成。
- 1969年（昭和44年）4月1日 - 定時制課程が分離し、滋賀県立大津東工業高等学校（現・滋賀県立瀬田高等学校）として独立。
- 1978年（昭和53年）- 推薦入試を導入。
- 1982年（昭和57年）10月 - 「三杉会館」が完成。
- 1983年（昭和58年）12月 - 10年にわたる校舎の全面改築（現校舎）が完成。
- 1989年（平成元年） - 家庭科実習棟・LL教室が完成。
- 1992年（平成4年）4月1日 - 情報電子科（2学級）を新設。同年、情報電子科実習棟が完成する。
- 1999年（平成11年）10月 - インターネット接続工事が完了する。
- 2014年（平成26年）4月 - 情報電子科の生徒募集を停止し、4学科から3学科に学科再編。

## 設置学科
- 機械科
- 電気科
- 化学工業科

## 部活動
- 運動部 - 剣道、空手、水泳、硬式野球、軟式野球、弓道、サッカー、柔道、卓球、陸上、ソフトテニス、山岳、ボート、バドミントン、自転車競技、バスケットボール、ラグビー、バレーボール
- 文化部 - 茶華道、美術、写真、吹奏楽、文芸、ボランティア
- 同好会 - 将棋

（出典：）
備考
- 野球部は選抜高等学校野球大会に2回、全国高等学校野球選手権大会に1回出場している。1980年（昭和55年）の第62回全国高等学校野球選手権大会では、滋賀県勢としては初の準決勝進出を果たしている。
- ボート部は国民体育大会夏季大会へ滋賀選抜として出場し、4連覇を含む優勝8回、3位4回、全国高校総体（インターハイ）では3連覇を含む優勝13回、準優勝12回、3位1回と数多く入賞し、U-19日本代表を輩出したこともある。

## 著名な卒業生
- 君野健一（元プロ野球選手）
- 小林敬生（版画家）
- 佐野浅太郎（元力士・元プロレスラー）
- 橘髙淳（元プロ野球選手・元プロ野球審判員）
- 内林久徳（元競輪選手）
- 西崎幸広（元プロ野球選手）
- 三本和明（元ボート選手）
- 小畑篤史（ボート選手）
- 森山修斗（バスケットボール選手）
- 平田大樹 (プロ野球選手)[5]

## 関連人物
- ムーディ勝山（お笑いタレント） - 当校を中退。

## アクセス
バス
- JR琵琶湖線（東海道本線）石山駅または京阪石山坂本線京阪石山駅から帝産湖南交通または近江鉄道バス。「橋本」停留所下車、徒歩500メートル[6]。

徒歩
- 京阪石山坂本線唐橋前駅から徒歩約11分[7]。